# L'Invasion de Noël
L'Invasion de Noël est un épisode spécial de la Saison 2 de la deuxième série du feuilleton télévisé britannique de science-fiction Doctor Who. Il dure 60 minutes. Tourné en juillet 2005, il a été diffusé pour la première fois le 25 décembre 2005 au Royaume-Uni (et le 26 décembre 2005 au Canada). C'est le premier épisode avec l'acteur David Tennant dans le rôle principal et le premier épisode « spécial Noël » de l'histoire de la série.

## Accroche
Le TARDIS ramène Rose et un Docteur comateux dû à sa récente régénération plutôt secoué à Londres la veille de Noël. Pendant que Jackie et Mickey tentent d'aider Rose à guérir le Docteur, une sonde spatiale envoyée il y a peu de temps attire l'attention de la race extra-terrestre des Sycorax. Le Premier Ministre, Harriet Jones et UNIT tentent d'arrêter les extra-terrestres, mais ceux-ci réussissent à contrôler un tiers de la population, les poussant à devenir les maîtres du monde.

## Distribution
- David Tennant (VFB : David Manet) : Le Docteur
- Billie Piper (VFB : Géraldine Frippiat) : Rose Tyler
- Penelope Wilton : Harriet Jones
- Camille Coduri : Jackie
- Noel Clarke : Mickey
- Adam Garcia : Alex
- Daniel Evans : Daniel Llewellyn
- Sean Gilder : Le chef des Sycorax
- Anita Briem : Sally Jacobs
- Chu Omambala : Major Blake
- Sian McDowell : Sandra
- Paul Anderson : Jason
- Cathy Murphy : La mère
- Sean Carlsen : Le Policier
- Jason Mohammad : Présentateur 1
- Sagar Arya : Présentateur 2
- Lachele Carl : Présentatrice 3

## Résumé
À la suite des événements de l'épisode À la croisée des chemins, le TARDIS retourne à l'immeuble de Jackie Tyler, peu avant Noël, attendu avec soulagement par Mickey Smith et Jackie. Mais ces derniers ne reconnaissent pas l'homme qui sort du TARDIS avec Rose et qui semble mal en point. Rose leur explique la situation : il s'agit du Docteur, dont la régénération semble mal se passer. Ils le transportent chez Jackie et l'habillent avec un pyjama laissé par un « ami » de Jackie. Pendant que le Docteur essaye de récupérer, Rose et Mickey font du shopping à un marché de Noël tout proche, mais sont attaqués par des Pères Noëls masqués armés de lance-flammes. Ils s'échappent et reviennent à l'appartement de Jackie, pour apercevoir dans le salon un sapin de Noël, que personne n'a acheté. Le sapin commence alors à bouger, tournoyant de plus en plus vite et détruisant tout sur son passage. Rose prend le tournevis sonique du Docteur et le place dans la main de ce dernier, toujours inconscient, lui demandant de l'aider. Instinctivement, le Docteur se réveille et utilise le tournevis pour détruire l'arbre ; il se rend compte que ce dernier était contrôlé par d'autres Pères Noël masqués devant l'immeuble et qui se téléportent sous la menace du tournevis sonique. Le Docteur est à nouveau victime de spasmes violents et n'a que le temps de dire à Rose que c'est l'énergie dégagée par sa régénération que les Pères Noël ont pistée et que ces derniers ne sont que l'avant-garde, avant de tomber inconscient. Il est remis par les autres au lit.
Dans le même temps, la sonde « Guinevere One » du programme spatial anglais, mis en place par le Premier Ministre Harriet Jones, est sur le point d'atterrir sur Mars, d'où elle va diffuser en direct les premières images de la surface de la planète. La sonde semble interceptée par un vaisseau gigantesque qui fonce droit sur la Terre. Alors que les premières images provenant de la sonde arrivent sur Terre, les téléspectateurs sont surpris de voir à la place des images de Mars une face d'alien qui leur parle dans un langage incompréhensible. Harriet Jones apprend rapidement que la diffusion de cette image ne provient pas de Mars mais d'un point à 5 000 miles au-dessus de la Terre. Les phrases prononcées par l'alien sont peu à peu traduites et il se révèle être un Sycorax. Les Sycorax semblent clamer que la planète est à eux et que les humains doivent se rendre ou que sinon « ils » mourront. Harriet leur répond qu'elle ne se rendra pas et que la Terre est armée, mais les Sycorax ignorent sa réponse et activent un mécanisme qui hypnotise un tiers de la population mondiale. Les hypnotisés sont poussés à grimper sur les toits des immeubles les plus hauts et à se tenir sur le bord, prêts à se jeter dans le vide. L'équipe de crise réunie autour de Harriet Jones découvre vite que le point commun entre toutes les personnes hypnotisées est le groupe sanguin A+ ; le directeur de projet de la sonde leur apprend alors que la sonde contenait un échantillon de sang A+ destiné à une éventuelle rencontre extraterrestre, et que les Sycorax s'en servent probablement pour manipuler la population. Réalisant que la Terre est en danger, Harriet lance un appel à l'aide au Docteur par l'intermédiaire de la télévision ; mais le Docteur est plus mal en point que jamais. Peu après, Harriet et son équipe sont téléportées à l'intérieur du vaisseau alien, qui est arrivé au-dessus de Londres. Les Sycorax leur demandent de leur laisser la moitié de la population humaine comme esclave, ou un tiers de la population se suicidera.
Rose et Mickey, au courant de la situation grâce à Mickey qui a piraté le site de l'armée, transportent le Docteur dans le TARDIS ; mais ce dernier est identifié comme une source d'énergie et est téléporté dans le vaisseau des Sycorax, avec Rose et Mickey à l'intérieur, tandis que Jackie est laissée derrière. Paniqués, Rose et Mickey sont amenés devant les Sycorax, faisant tomber par inadvertance un thermos de thé dans le TARDIS près du Docteur inconscient. Rose tente un coup de bluff en imitant la façon dont le Docteur avait parlé à la Conscience Nestene, mais elle est huée par les Sycorax. La déception de Rose est de courte durée. Le Docteur apparaît, pleinement régénéré, réveillé par le thermos de thé dont une partie s'était évaporée en brûlant sur une lampe du TARDIS. Après avoir pris des nouvelles de Rose et de Mickey, le Docteur découvre que le système de contrôle du sang utilisé par les Sycorax n'est que du bluff, car l'instinct de survie empêche un suicide initié de cette manière et déshypnotise la population.
Le Docteur propose au commandant des Sycorax un duel, dont le sort de la Terre dépendra. Ils se battent à l'épée, tout d'abord dans le vaisseau, puis sur une aile de ce dernier, mais le Docteur ne semble pas de taille et son adversaire lui sectionne la main droite. Le Sycorax pense avoir gagné, mais le Docteur, qui est dans les quinze premières heures de sa régénération, dispose encore de pouvoirs de récupération incroyables : il fait pousser une nouvelle main et prend l'avantage sur le Sycorax. Après s'être avoué vaincu, celui-ci essaie de prendre le Docteur en traître, moyennant quoi le Docteur le fait tomber du vaisseau.
Le Docteur retourne sur Terre juste à temps pour voir le vaisseau repartir vers les étoiles, prévenu que la Terre est défendue et qu'ils ne doivent jamais y revenir. Harriet Jones reçoit alors un message de l'armée, lui indiquant que « Torchwood est prêt » ; elle donne son accord. Sous les yeux horrifiés du Docteur, cinq rayons lumineux verts émergent de la ville et détruisent le vaisseau. Harriet se justifie en disant que la Terre doit se défendre lorsque le Docteur n'est pas là. Ce dernier lui répond qu'il peut ruiner sa carrière avec six mots seulement, et lorsqu'elle lui dit que c'est impossible, il chuchote à son secrétaire : « Vous ne la trouvez pas fatiguée ? »
Ce soir-là, alors que de la cendre provenant du vaisseau détruit tombe sur Londres en guise de neige, le Docteur choisit un costume dans la garde-robe du TARDIS et rejoint Rose, Mickey et Jackie pour le dîner, regardant à la télévision Harriet Jones. L'opposition émet la possibilité d'avancer les élections, à la suite de rumeurs circulant concernant son état de santé. Le Docteur et Rose se préparent ensuite à de nouveaux voyages à travers le temps et l'espace.

### Continuité
- L'épisode commence par le même plan de zoom de la Terre qu'au début du pilote de la série, ce même plan sera repris lors du prochain épisode spécial de Noël 2006, dans « Le Mariage de Noël ».
- Dans la version anglaise, la dernière phrase du prégénérique dite par Jackie est « Who ? Doctor Who ? » (Qui ? Docteur Qui ?) une réplique traditionnelle de la série. Ce qui, dans la version française, a donné « Où est le Docteur, où ? », mauvaise traduction mais phonétiquement proche.
- Harriet Jones est maintenant devenue Premier Ministre ce qui confirme les prédictions du Docteur à la fin de l'épisode « Troisième Guerre Mondiale ». Le running gag où elle présente son titre après avoir dit son nom est gardé, augmenté de fait que chaque personne auquel elle se présente lui dit qu'il sait qui elle est. Il met un terme à son pouvoir et modifie le futur où il était censé être long et glorieux.
- Toujours en référence à l'épisode « Troisième Guerre Mondiale », la Tour de l'Horloge du Palais de Westminster est en réparations.
- C'est la troisième fois que le Docteur passe son temps au lit après une régénération après (« Spearhead from Space » (1970) et « The Caves of Androzani » (1984).
- C'est la première fois que l'on apprend que le QG d'UNIT se trouve dans la Tour de Londres.
- Un membre d'UNIT estime que les Sycorax ne ressemblent pas à des martiens, sans doute en référence aux guerriers de glaces.
- Parmi les termes extraterrestres cités par Rose, les Slitheens et leur planète Raxacoricofallapatorius, les Gelths (« Des morts inassouvis »), le Jagrafess (« Un jeu interminable ») ainsi que les Daleks apparus dans les deux derniers épisodes précédents dont dans l'épisode  (« Dalek »). Elle fait mention aussi de la Proclamation de l'Ombre, comme le 9e Docteur l'évoquait à la Nestene dans Rose.
- Après que sa main ait repoussée, Le Docteur dit à Rose que cette nouvelle main est une main de combat. Dans le mini-épisode Born Again, il disait avoir une légère faiblesse au niveau du poignet.
- La destruction du vaisseau des Sycorax rappelle la destruction des Siluriens à la fin de l'épisode « Doctor Who and the Silurians » (1970).
- Lorsque le Docteur se cherche une tenue à la fin de l'épisode dans la garde robe du TARDIS, on peut apercevoir plusieurs de ses tenues de la série classique, comme l'écharpe du 4e Docteur.
- Le faux site de Mickey[1] explique que le monde a été sauvé par lui et que tout le monde s'en fiche. Il existait aussi un site du projet « Guinevere One » dans lequel se trouvait une présentation par Harriet Jones et Daniel Llewellyn. Ce projet fut nommé dans l'épisode  « Remembrance of the Daleks » (1988). Ce site internet n'existe plus.